# Pașkivka, Nijîn
Pașkivka (în ucraineană Пашківка) este un sat în comuna Bezuhlivka din raionul Nijîn, regiunea Cernihiv, Ucraina.

## Demografie
Componența lingvistică a localității Pașkivka
     Ucraineană (99,12%)
     Alte limbi (0,88%)
Conform recensământului din 2001, majoritatea populației localității Pașkivka era vorbitoare de ucraineană (99,12%), existând în minoritate și vorbitori de alte limbi.